# Aräometer

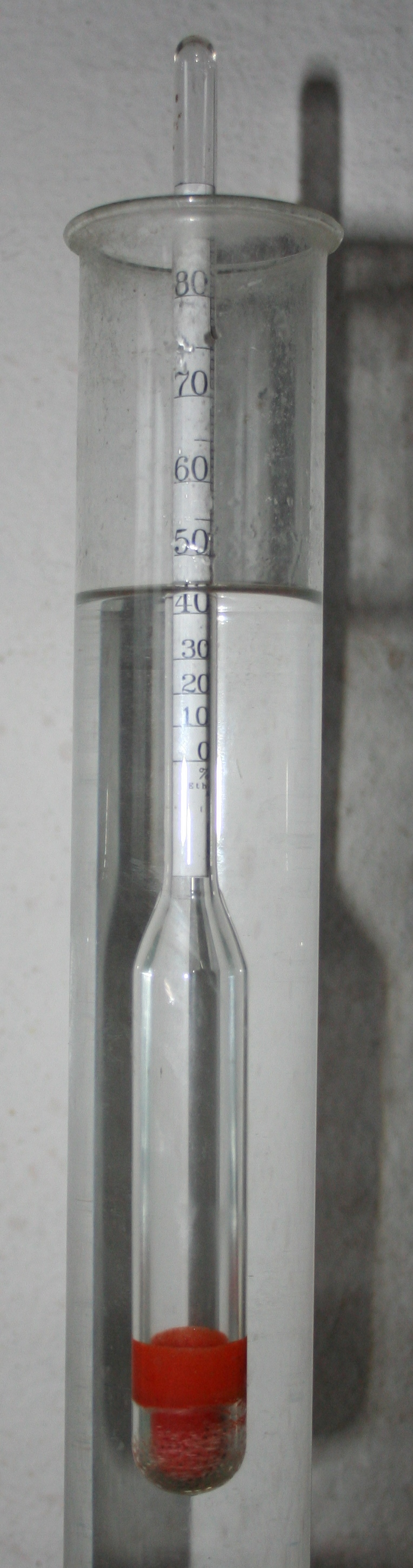
Alkoholometer: hier zeigt die Skala nicht die Dichte der Flüssigkeit, sondern ihren Gehalt an Alkohol (Dichte kleiner als die von Wasser) an, darum nehmen die Skalenwerte nach oben hin zu; Ablesewert: 42 % vol. Alkohol

Das Aräometer (von altgriechisch ἀραιός araiós, deutsch ‚dünn‘ und μέτρον métron, deutsch ‚Maß, Maßstab‘), auch Senkwaage, Senkspindel, Dichtespindel oder Hydrometer (von altgriechisch ὕδωρ hýdōr, deutsch ‚Wasser‘) genannt, ist ein Messgerät zur Bestimmung der Dichte oder des spezifischen Gewichts von Flüssigkeiten.
Dagegen wird zur Dichtebestimmung von Festkörpern oder Flüssigkeiten durch Abwiegen ein Pyknometer, bei Gasen ein Aerometer verwendet.
Messgeräte nach dem Prinzip des Aräometers mit Papier-Skalen, die jeweils an ein bestimmtes Zweistoffsystem angepasst sind, können auch zur direkten Messung der Zusammensetzung solcher Gemische eingesetzt werden, z. B. als Alkoholmeter oder Alkoholometer zur Bestimmung des Ethanolgehaltes eines Wasser-/Ethanolgemisches. Eine besondere Bauform des Saughebers, in dem ein kurzes Aräometer mit eingeschränktem Messbereich eingebracht ist, dient als Säureheber zur Bestimmung der Dichte von Batteriesäure.

## Messprinzip
Das Messprinzip ist das Archimedische Prinzip: ein Körper taucht so weit in eine Flüssigkeit ein, bis die Gewichtskraft der verdrängten Flüssigkeit der Gewichtskraft des eingetauchten Körpers entspricht (statischer Auftrieb). Daraus ergeben sich zwei Konsequenzen:
1. Je kleiner die Dichte der Flüssigkeit, desto weiter taucht ein Körper gleichen Gewichts in diese ein. (Skalenaräometer)
2. Soll ein Körper in Flüssigkeiten verschiedener Dichte oder verschiedener spezifischer Gewichte bis zu einem bestimmten Punkt einsinken, so muss man sein Gewicht so weit künstlich vergrößern, wie die Dichte zunimmt. (Gewichtsaräometer)

### Übliche Maßeinheiten
| Einheit/Skala                           | Einheitenzeichen             | Bezugstemperatur                | ρ > ρWasser d. h. rel. Dichte d > 1                                        | ρ < ρWasser d. h. rel. Dichte d < 1                                        | Anwendungsgebiet                               | Erfinder                                                             | Entstehungsjahr | Verbreitungsgebiet                                                                     |
| --------------------------------------- | ---------------------------- | ------------------------------- | -------------------------------------------------------------------------- | -------------------------------------------------------------------------- | ---------------------------------------------- | -------------------------------------------------------------------- | --------------- | -------------------------------------------------------------------------------------- |
| API-Grad                                | °API                         | 15,56 °C                        |                                                                            | {\displaystyle d={\frac {141{,}5}{131{,}5+{}^{\circ }{\text{API}}}}}       | Öl-Industrie                                   | American Petroleum Institute                                         | 1921            | USA                                                                                    |
| Grad Balling                            | °Bg, °Bal, °Blg              | 17,5 °C                         | {\displaystyle d={\frac {200}{200-{}^{\circ }{\text{Bg}}}}}                | {\displaystyle d={\frac {200}{200+{}^{\circ }{\text{Bg}}}}}                | Mostgewicht, Zuckergehalt, Stammwürze (früher) | Karl Josef Napoleon Balling                                          | 1843            | Europa, Nordamerika, Südafrika                                                         |
| Grad Barkometer (Grad Eitner)           | °Bk, °Bark                   |                                 | {\displaystyle d={\frac {1000+{}^{\circ }{\text{Bk}}}{1000}}}              | {\displaystyle d={\frac {1000+{}^{\circ }{\text{Bk}}}{1000}}}              | Lederindustrie                                 | Wilhelm Eitner                                                       |                 | weltweit                                                                               |
| Grad Bates                              | °Bates                       |                                 | {\displaystyle d={\frac {{}^{\circ }{\text{Bates}}\cdot 2{,}78}{1000}}+1}  |                                                                            | Zuckergehalt                                   | Frederick John Bates                                                 | 1918            | USA, GB                                                                                |
| Grad Baumé (rationell)                  | °Bé, °Be, °B                 | 15 °C                           | {\displaystyle d={\frac {144{,}3}{144{,}3-{}^{\circ }{\text{Bé}}}}}        | {\displaystyle d={\frac {144{,}3}{144{,}3+{}^{\circ }{\text{Bé}}}}}        | Mostgewicht, Zuckergehalt                      | Antoine Baumé                                                        | 1768            | international                                                                          |
| Grad Baumé (ältere Skala)               | °Bé, °Be, °B                 | 17,5 °C                         | {\displaystyle d={\frac {146{,}78}{146{,}78-{}^{\circ }{\text{Bé}}}}}      | {\displaystyle d={\frac {146{,}78}{146{,}78+{}^{\circ }{\text{Bé}}}}}      | Mostgewicht, Zuckergehalt                      | Antoine Baumé                                                        | 1768            | Europa                                                                                 |
| Grad Baumé (französisch)                | °Bé, °Be, °B                 | 15 °C                           | {\displaystyle d={\frac {144{,}32}{144{,}32-{}^{\circ }{\text{Bé}}}}}      | {\displaystyle d={\frac {144{,}32}{144{,}32+{}^{\circ }{\text{Bé}}}}}      | Mostgewicht, Zuckergehalt                      | Antoine Baumé                                                        | 1768            | Frankreich                                                                             |
| Grad Baumé (USA)                        | °Bé, °Be, °B                 | 15,56 °C                        | {\displaystyle d={\frac {145}{145-{}^{\circ }{\text{Bé}}}}}                | {\displaystyle d={\frac {140}{130+{}^{\circ }{\text{Bé}}}}}                | Mostgewicht, Zuckergehalt                      | Antoine Baumé                                                        | 1768            | Nordamerika                                                                            |
| Grad Baumé (holländisch)                | °Bé, °Be, °B                 | 12,5 °C                         | {\displaystyle d={\frac {144}{144-{}^{\circ }{\text{Bé}}}}}                | {\displaystyle d={\frac {144}{144+{}^{\circ }{\text{Bé}}}}}                | Mostgewicht, Zuckergehalt                      | Antoine Baumé                                                        | 1768            | Niederlande                                                                            |
| Grad Beck (Grad Beck-Benteli)           | °Beck                        | 12,5 °C                         | {\displaystyle d={\frac {170}{170-{}^{\circ }{\text{Beck}}}}}              | {\displaystyle d={\frac {170}{170+{}^{\circ }{\text{Beck}}}}}              | universal                                      | Philipp Friedrich Beck Sigmund Friedrich Benteli                     | 1830            | Schweiz, Deutschland                                                                   |
| Grad Brix (Grad Brix-Fischer)           | °Brix, °Bx, °Br, Brix, %Brix | 15,625 °C                       | {\displaystyle d={\frac {400}{400-{}^{\circ }{\text{Bx}}}}}                | {\displaystyle d={\frac {400}{400+{}^{\circ }{\text{Bx}}}}}                | Mostgewicht, Zuckergehalt, Öl-Industrie        | Adolf Brix Carl Fischer                                              | 1870            | englischsprachige Länder                                                               |
| Grad Cartier                            | °Cartier                     | 12,5 °C                         | {\displaystyle d={\frac {136{,}8}{126{,}1-{}^{\circ }{\text{Cartier}}}}}   | {\displaystyle d={\frac {136{,}8}{126{,}1+{}^{\circ }{\text{Cartier}}}}}   | universal                                      | Jean-François Cartier                                                |                 | Frankreich                                                                             |
| Grad Fleischer                          | °Fleischer                   |                                 | {\displaystyle d={\frac {{}^{\circ }{\text{Fleischer}}+100}{100}}}         | {\displaystyle d={\frac {{}^{\circ }{\text{Fleischer}}}{100}}}             | universal                                      | Emil Fleischer                                                       | 1876            | Deutschland                                                                            |
| Grad Gay-Lussac Grad Tralles (≈ Vol.-%) | °GL °Tralles                 | 15 °C (°GL) 15,56 °C (°Tralles) | {\displaystyle d={\frac {209{,}95}{209{,}95-{}^{\circ }{\text{GL}}}}}      | {\displaystyle d={\frac {209{,}95}{209{,}95+{}^{\circ }{\text{GL}}}}}      | Alkoholgehalt                                  | Joseph Louis Gay-Lussac Johann Georg Tralles                         |                 | Europa (19. Jahrhundert)                                                               |
| Klosterneuburger Zuckergrade            | °KMW, °Babo                  | 20 °C                           | {\displaystyle d={\frac {205{,}761+{}^{\circ }{\text{KMW}}}{205{,}761}}}   | {\displaystyle d={\frac {205{,}761+{}^{\circ }{\text{KMW}}}{205{,}761}}}   | Mostgewicht, Zuckergehalt                      | August Wilhelm von Babo                                              | 1861            | Österreich, Italien, Ungarn, der Slowakei sowie den Staaten des ehemaligen Jugoslawien |
| Normalizovaný moštoměr                  | °NM                          | 20 °C                           | {\displaystyle d={\frac {68{,}2827+{}^{\circ }{\text{NM}}}{68{,}2827}}}    | {\displaystyle d={\frac {68{,}2827+{}^{\circ }{\text{NM}}}{68{,}2827}}}    | Mostgewicht, Zuckergehalt                      | Tschechischer Technischer Standard Slowakischer Technischer Standard | 1987            | Tschechien und Slowakei                                                                |
| Grad Oechsle                            | °Oe                          | 20 °C                           | {\displaystyle d={\frac {1000+{}^{\circ }{\text{Oe}}}{1000}}}              | {\displaystyle d={\frac {1000+{}^{\circ }{\text{Oe}}}{1000}}}              | Mostgewicht, Zuckergehalt                      | Ferdinand Oechsle                                                    | 1836            | Deutschland, Schweiz, Luxemburg                                                        |
| Grad Plato                              | °P                           | 20 °C                           | {\displaystyle d={\frac {412}{412-{}^{\circ }{\text{P}}}}}                 | {\displaystyle d={\frac {412}{412+{}^{\circ }{\text{P}}}}}                 | Stammwürze                                     | Fritz Plato                                                          | 1843            | weltweit                                                                               |
| Grad Quevenne                           | °Q                           | 15 °C                           | {\displaystyle d={\frac {1000+{}^{\circ }{\text{Q}}}{1000}}}               | {\displaystyle d={\frac {1000+{}^{\circ }{\text{Q}}}{1000}}}               | Milchdichte                                    | Theodore Auguste Quevenne                                            | 1842            | Frankreich                                                                             |
| Grad Sikes                              | °Sikes                       | 20 °C                           | {\displaystyle d={\frac {349{,}915}{349{,}915-{}^{\circ }{\text{Sikes}}}}} | {\displaystyle d={\frac {349{,}915}{349{,}915+{}^{\circ }{\text{Sikes}}}}} | Alkoholgehalt                                  | Bartholomew Sikes                                                    | 1817            | Großbritannien bis 1980                                                                |
| Grad Stoppani Grad Richter (≈ Gew.-%)   | °Stoppani °Richter           | 15,625 °C                       | {\displaystyle d={\frac {166}{166-{}^{\circ }{\text{Stoppani}}}}}          | {\displaystyle d={\frac {166}{166+{}^{\circ }{\text{Stoppani}}}}}          | Alkoholgehalt                                  | Franz Nikolaus Stoppani Jeremias Benjamin Richter                    | 1795 (Richter)  | Europa (19. Jahrhundert)                                                               |
| Grad Twaddle                            | °Tw                          | 15,56                           | {\displaystyle d={\frac {{}^{\circ }{\text{Tw}}}{200}}+1}                  |                                                                            | universal, Milchdichte                         | William Twaddle                                                      | 1776            | Großbritannien (19. Jahrhundert)                                                       |

## Konstruktive Ausführungen
Je nach Einsatzgebiet unterscheiden sich die Geräte in ihrer Bauform, Genauigkeit und Art der Messung.

### Skalenaräometer
Die heute gebräuchlichen Aräometer bestehen meistens aus Glas und besitzen einen dicken Auftriebskörper mit einer eingegossenen, genau definierten Menge Bleischrot als Gewicht und einem dünnen Stiel, in dem sich die Skala befindet. In der chemischen Industrie gebräuchliche Geräte sind auf eine bestimmte Messtemperatur justiert, die normalerweise 20 Grad Celsius beträgt; sie erlauben eine Ablesegenauigkeit von bis zu drei Nachkommastellen. Es gibt auch Exemplare, die ein Thermometer gleich mit eingebaut haben (siehe Abbildung rechts).
Anwendung:

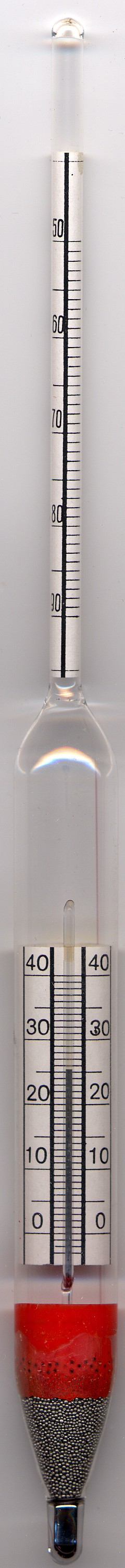
Aräometer (Skala oben) mit eingebautem Thermometer (Skala unten)

- Die zu bestimmende Flüssigkeit wird in ein definiertes Messgefäß (idealerweise 250 ml Standzylinder, hohe Bauform)[4] zu ca. 4/5 eingefüllt.
- Je nach der ungefähr erwarteten Dichte der zu charakterisierenden Flüssigkeit wird ein passendes Aräometer ausgewählt, d. h. mit einem Messbereich, der die zu erwartende Dichte der Flüssigkeit abdeckt.
- Die Spindel wird dann mit einer Drehbewegung in die Flüssigkeit getaucht, damit sie eine stabile Lage hat und den Rand des Messzylinders nicht berührt.
- Nachdem das Aräometer zum Stillstand gekommen ist, wird am unteren Meniskus der Wert abgelesen, bei welchem die Spindel die Flüssigkeitsoberfläche durchdringt.

Ein Beispiel eines Skalenaräometers ist die Klosterneuburger Mostwaage.

### Gewichtsaräometer

Nicholsonsches Gewichts-
aräometer

Gewichtsaräometer (auch hydrostatische Waage genannt) funktionieren nach dem zweiten oben erläuterten Prinzip. Mit ihnen kann man sowohl das absolute als auch das spezifische Gewicht eines festen Körpers, seine Dichte und die Dichte verschiedener Flüssigkeiten bestimmen.
Es gibt verschiedene Systeme, die unterschiedliche Konstruktionsweisen nach sich ziehen: Fahrenheit, Tralles, Nicholson oder Mohs. Gemeinsam ist ihnen, dass sie als Hohlkörper aus Glas oder Messingblech gefertigt und mit Schälchen versehen sind, die der Aufnahme von kleinen Gewichten und Körpern dienen. So besteht das Nicholsonsche Aräometer – siehe Abbildung – aus einem hohlen, konisch geschlossenen Messingzylinder B. Dieser trägt unten einen massiven halben Messingkegel C, auf dessen Basis man einen zu untersuchenden Körper m auflegen kann. Oben besitzt das Instrument ein dünnes Metallstäbchen o und ein Tellerchen A zur Aufnahme der kleinen Zusatzgewichte und des zu wägenden festen Körpers.
Man legt ein entsprechendes Stückchen m des zu untersuchenden Körpers auf den unten angebrachten Kegel, so dass es ringsum von der Flüssigkeit umgeben ist, und zusätzlich oben auf den Teller des Instruments. Dann legt man oben so viele Zusatzgewichte auf, dass ein Eintauchen bis zu einer bestimmten Marke erzielt wird.
Die Dichte {\displaystyle \rho _{Fl}} einer Flüssigkeit im Verhältnis zur Dichte {\displaystyle \rho _{H_{2}O}} von Wasser kann man bestimmen, indem man den Schwimmkörper des Gewichtsaräometers mit Hilfe unterschiedlicher Zusatzgewichte in beiden Flüssigkeiten bis zur gleichen Marke eintauchen lässt. Dann gilt jeweils:
{\displaystyle \rho _{\mathrm {Fl} }={\frac {P+p}{V}}\quad {\text{und}}\quad \rho _{\mathrm {H_{2}O} }={\frac {P+q}{V}}}
mit
- der Masse P des Schwimmkörpers
- Zusatzmassen p für die zu untersuchende Flüssigkeit
- Zusatzmassen q für Wasser
- dem Volumen V des Schwimmkörpers (wird in erster Näherung als konstant betrachtet).

Daraus folgt:
{\displaystyle {\begin{aligned}\Rightarrow \rho _{\mathrm {Fl} }&={\frac {P+p}{P+q}}\cdot \rho _{\mathrm {H_{2}O} }\\\Rightarrow d_{\mathrm {Fl} }={\frac {\rho _{\mathrm {Fl} }}{\rho _{\mathrm {H_{2}O} }}}&={\frac {P+p}{P+q}}\end{aligned}}}
mit
- der relativen Dichte {\displaystyle d_{Fl}} der Flüssigkeit.

Eine andere Ausführung des Gewichtsaräometers ist die Mohr-Westphalsche Waage.
Nach dem Prinzip des Gewichtsaräometers (und zusätzlichem Temperatureinfluss) arbeitet das Galileo-Thermometer.

## Verwendungen

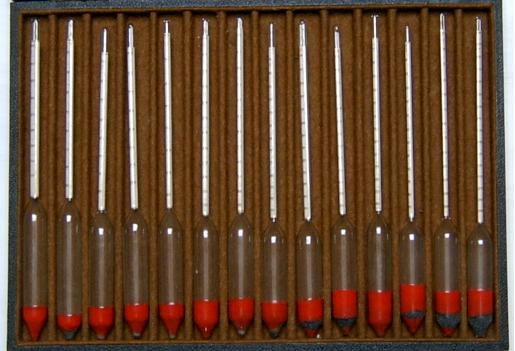
Aräometer für verschiedene Dichtebereiche und Flüssigkeiten

Aus den verschiedenen Verwendungen ergibt sich jeweils eine andere Aufteilung der Skala, da die Dichte mit einem bestimmten Mischungsverhältnis gleichgesetzt werden kann.
- Vielfältige Anwendung in der chemischen Industrie, z. B. zur Identifizierung von Stoffen und zur Bestimmung der Konzentration von Salzlösungen.
- Aräometer werden häufig in Weinkellereien zur Bestimmung des Mostgewichtes, d. h. des Zuckergehaltes im Most, eingesetzt, man nennt sie dann Mostwaagen. In Schnapsbrennereien dienen sie zur Bestimmung des Alkoholgehaltes.
- Ein Aräometer, das zur Bestimmung des Zuckergehalts einer Flüssigkeit verwendet wird, nennt man Saccharometer bzw. Saccharimeter.
- In Molkereien wird mit Aräometern kontrolliert, ob die Milch mit Wasser verdünnt wurde (Laktodensimeter, auch Galaktometer, Laktometer oder Laktoskop genannt).
- Bei der Plastination verwendet man Aräometer zum Bestimmen des Restwassergehaltes im Präparat, indem die Dichte bzw. Konzentration des Acetons im Entwässerungsmedium gemessen wird. Man geht dabei davon aus, dass das Verhältnis Aceton zu Gewebewasser im Entwässerungsmedium das gleiche wie im Präparat ist.
- Zum Überprüfen von Glysantin und ähnlichen Frostschutzmitteln in Kühlwasser (Frostschutzprüfer).
- Zum Überprüfen des Ladezustandes von Autobatterien durch Messen der Säuredichte (Akku-Säureprüfer).
- Zum Überprüfen des Salzgehalts in Meeres- und Brackwasseraquarien.
- Bei einer Schlämmanalyse, um zu messen, wie sich die Verteilung der Dichte und damit auch die Korngrößenverteilung in der Suspension verändern.
- Der Säuregehalt von Weinessig wird mit einer Essigspindel gemessen.

## Normung
Die Grundlagen für Aufbau und Justierung der Aräometer regelt DIN 12790.

## Wichtiges Zubehör
Aräometerzylinder
- aus Glas, ungraduiert, mit Sechskantfuß und Ausguss, 100 ml, 250 ml, 500 ml Volumen
- aus Polypropylen (PP), mit Ausguss und Überlaufgefäß, dadurch kann die Ablesung der Aräometer bei vollständig gefülltem Zylinder erfolgen, ohne Säureschäden oder Verunreinigungen zu verursachen. Temperaturbeständig bis ca. 135 °C. Die Elastizität des Materials verringert die Bruchgefahr des Aräometers.

Kardanische Aufhängung für Glaszylinder, die durch zwei gegeneinander bewegliche Metallringe garantiert, dass sich der Zylinder während der aräometrischen Messung in lotrechter Lage befindet.
Gestell aus Polyvinylchlorid (PVC) zum schrägen Aufstellen von Aräometern, durch das sichere und griffbereite Unterbringung am Arbeitstisch gewährleistet wird.